# Сирри
Сирри́ (перс. جزیره سیری‎) — иранский остров, располагающийся в Персидском заливе, немного выше и западнее острова Абу-Муса. Он имеет форму трапеции. Площадь острова составляет 17 км².
По поводу острова Сирри у Ирана на протяжении многих лет были конфликты с государствами Персидского залива. В настоящее время остров официально считается территорией Ирана.

## Название

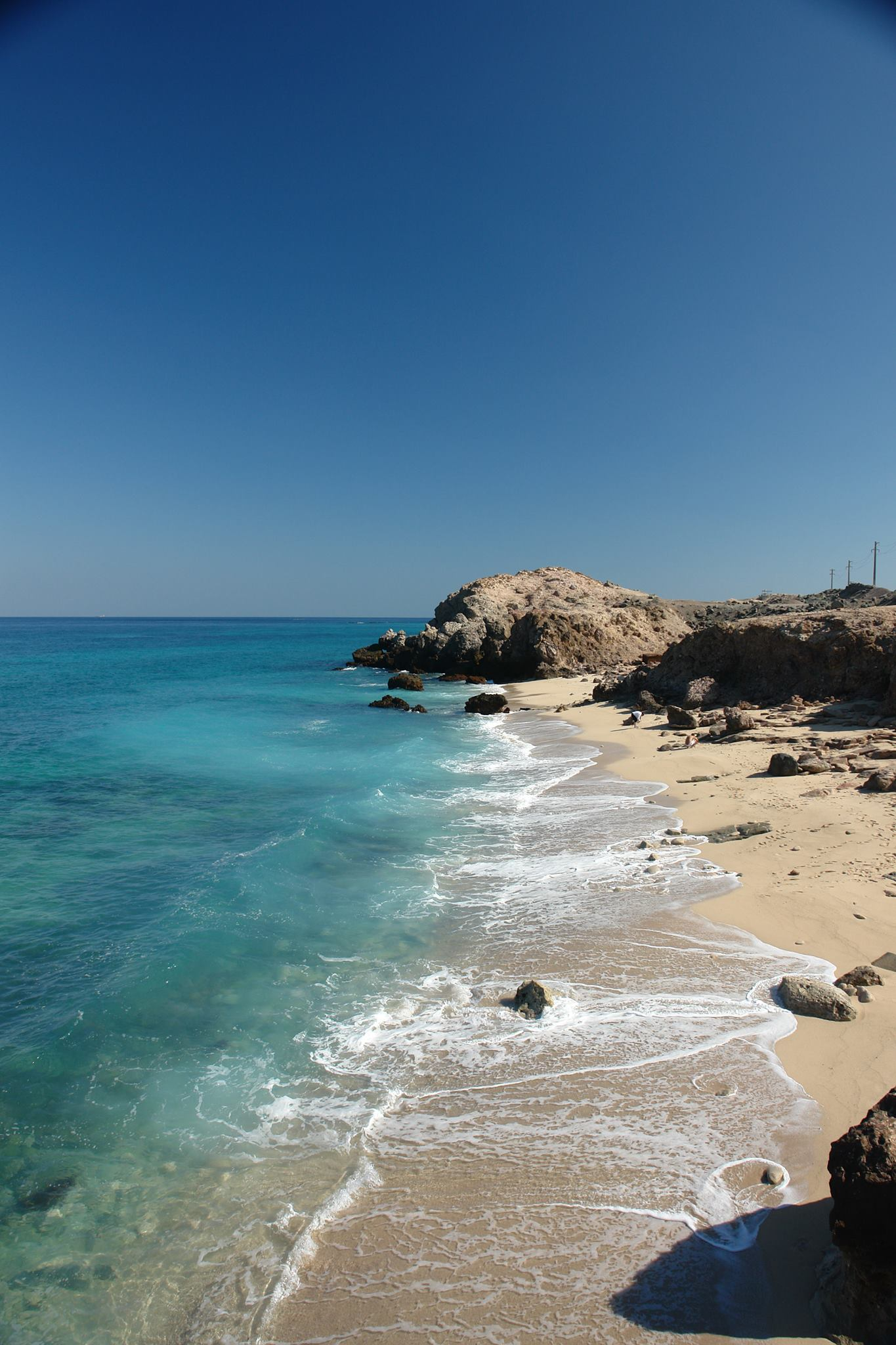
На побережье острова Сирри в Персидском заливе

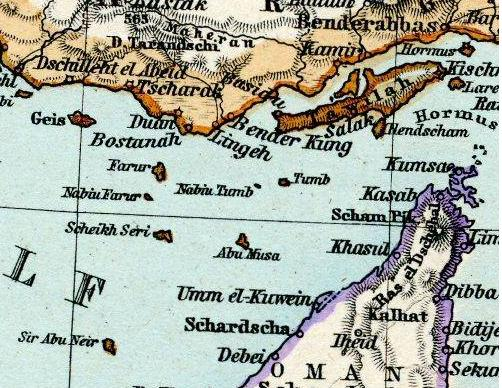
Остров Сирри, расположенный к югу от острова Бенифорур и к западу от острова Абу-Муса. На Карта Ирана периода Каджаров, нарисованной Адольфом Штилером.

Основное название острова — «Раз», что в переводе с персидского означает «секрет». Но в связи с близким нахождением к арабским территориям в Персидском заливе, он имел второе арабское название — «Сари», означающее слово «секрет» по-арабски. На европейских языках это название произносилось, как «Сирри». И позже такое название укоренилось в персидском языке и используется в настоящее время.
По другим данным, остров был известен под многими именами, такими как «сари» или «сури». Название «Сури» связано с красными цветами или красной почвой, находящихся на острове.

## Географическое расположение
Остров Сирри считается частью провинции Хормозган. Расположен в водах Персидского залива. Расстояние от острова до столицы провинции Хормозган города Бендер-Аббаса составляет приблизительно 152 морских мили. Остров не имеет сильных возвышенностей и впадин, он относительно плоский. Самая высокая точка острова находится на высоте в 24 метра над уровнем моря. Площадь острова составляет 17 квадратных километров.

## Население
В северной части и по краям острова располагаются поселения и другие объекты. Ранее здесь проживали коренные народы, которые со временем переехали. В настоящее время остров является военным объектом, поэтому на нем не проживает ни одного коренного жителя. Кроме военных, на нем присутствуют люди, работающие на нефтяных месторождениях.

## Флора и фауна
Остров беден на растительность. На нем произрастает некоторое количество финиковых пальм. Кроме того, на Сирри находятся запасы красной глины. Из животного мира на острове можно наблюдать газелей и чаек.

## Климат
Климат острова жаркий и влажный.